# Кочёвки
Кочёвки, или номады, или пчёлы-кукушки (лат. Nomada от греч. νομάδα «кочевница») — один из крупнейших и распространённый по всему миру род пчёл, включающий более 700 видов. Единственный член трибы Nomadini.

## Биология
Пчёлы-кукушки, паразитирующие на других видах пчёл, например, на родах Andrena, Lasioglossum, Eucera, Melitta и Panurgus. Список некоторых пчёл-кукушек, ведущих клептопаразитический образ жизни и их пчёл-хозяев:
- Nomada alboguttata — Andrena barbilabris
- Nomada argentata — Andrena marginata
- Nomada bluethgeni — Lasioglossum marginellum
- Nomada ferruginata — Andrena praecox
- Nomada flavopicta — Melitta leporina, также Megachile haemorrhoidalis

## Распространение
Встречаются по всему миру, редки только в Австралии. В Европе около 200 видов.

## Характеристика
Размер от 3 до 14 мм. Окраска яркая, сочетание чёрного и красно-жёлтого цветов. Опушение слабое, чем напоминают ос.

## Синонимы рода
- Acanthonomada Schwarz
- Alphelonomada Snelling
- Asteronomada Broemeling
- Callinomada Rodeck
- Centrias Robertson
- Cephen Robertson
- Gnathias Robertson
- Heminomada Cockerell
- Holonomada Robertson
- Hypochrotaenia Holmberg
- Hypochrotaenia (Alphelonomada) Snelling
- Laminomada Rodeck
- Lamproapis Cameron
- Micronomada Cockerell & Atkins
- Nomada Scopoli
- Nomada (Asteronomada) Broemeling
- Nomada (Callinomada) Rodeck
- Nomada (Heminomada) Cockerell
- Nomada (Hypochrotaenia) Holmberg
- Nomada (Laminomada) Rodeck
- Nomada (Micronomada) Cockerell
- Nomada (Micronomada) Cockerell & Atkins
- Nomada (Pachynomada) Rodeck
- Nomada (Phelonomada) Snelling
- Nomadita Mocsary
- Nomadosoma Rohwer
- Nomadula Cockerell
- Pachynomada Rodeck
- Phelonomada Snelling
- Phor Robertson
- Polybiapis Cockerell
- Xanthidium Robertson

## Классификация
Род включает более 760 видов пчёл. Отличить этот род (единственный член трибы Nomadini) от других родов подсемейства Nomadinae весьма затруднительно; необходимо сравнение деталей жилкования крыльев, особенности опушения вершины брюшка самок и т. д.
В 2024 году род разделили на 13 подродов (включая 9 новых).

## Обычные виды

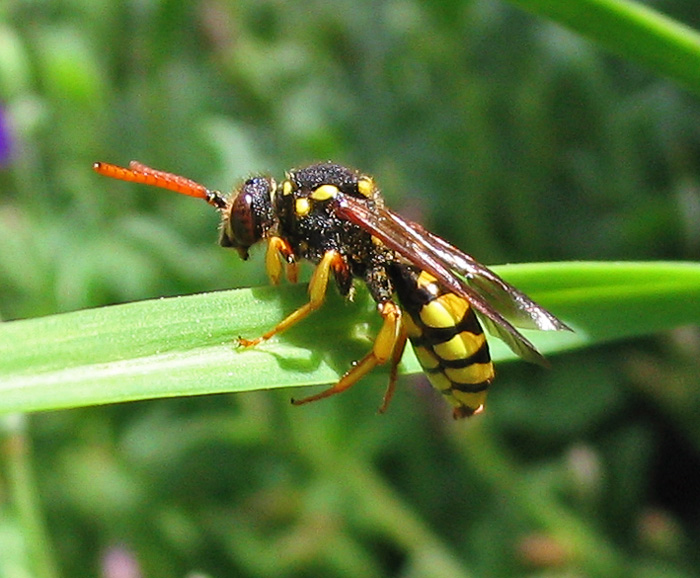
Nomada succincta

- Nomada fabriciana (Linnaeus, 1767)
- Nomada flava Panzer, 1798
- Nomada lathburiana (Kirby, 1802)
- Nomada leucophthalma (Kirby, 1802)
- Nomada marshamella (Kirby, 1802)
- Nomada melathoracica Imhoff, 1834
- Nomada obtusifrons Nylander, 1848
- Nomada ruficornis (Linnaeus, 1758)
- Nomada sheppardana (Kirby, 1802)
- Nomada succinta Panzer, 1798